# La Ferté-Vidame
La Ferté-Vidame é uma comuna francesa na região administrativa do Centro, no departamento Eure-et-Loir. Estende-se por uma área de 40,05 km². Em 2010 a comuna tinha 679 habitantes (densidade: 17 hab./km²).